# Pseudocephalozia cucullata
Pseudocephalozia cucullata là một loài Rêu trong họ Lepidoziaceae. Loài này được J.J. Engel & R.M. Schust. mô tả khoa học đầu tiên năm 1974.